# Шевченко, Евгений Александрович
Евгений Александрович Шевченко (бел. Яўген Аляксандравіч Шаўчэнка; род. 6 июня 1996, Минск) — белорусский футболист, нападающий «Динамо (Минск)». Выступал в сборной Беларуси.

## Биография

### Клубная
Воспитанник столичного футбольного клуба «Минск». В 2013 году стал выступать за дублирующий состав. В июне 2014 года главным тренером «Минска» стал Андрей Пышник, до этого возглавлявший дубль. Новый тренер сразу пригласил Шевченко вместе с другими молодыми игроками в основную команду. 6 июля 2014 года Евгений дебютировал в Высшей лиге, выйдя на замену на 68-й минуте в матче с «Нафтаном» (4:0). В конце сезона регулярно стал появляться и в стартовом составе минского клуба. В декабре 2014 года продлил контракт с клубом. В сезоне 2015 преимущественно выступал за дубль столичного клуба, также принимал участие в Юношеской лиге УЕФА. В Высшей лиге в пяти матчах выходил на замену. В сезоне 2016 смог закрепиться в основной команде минчан, нередко появлялся в стартовом составе. С мая 2017 года стал постоянно выступать в основе минчан, однако в сентябре потерял место в составе. В сезоне 2018 принял участие во всех 30 матчах чемпионата и забил 5 голов. В январе 2019 года подписал новый контракт со столичным клубом. В сезоне 2019 оставался игроком стартового состава.
1 января 2020 года подписал контракт с «Динамо-Брест». Не смог закрепиться в составе команды, выходил на замену, а иногда оставался на скамейке запасных. В июле 2020 года перешёл в брестский «Рух» на правах аренды, где стал игроком стартового состава. В декабре подписал полноценный контракт с клубом.
16 марта 2022 года перешёл в «Торпедо-БелАЗ». Дебютировал за клуб 19 марта 2022 года в матче против гродненского «Немана». Первым голом отметился 7 мая 2022 года в матче против могилёвского «Днепра». Футболист закрепился в закрепился в основной команде клуба. В матче 12 августа 2022 года против «Энергетика-БГУ» футболист отличился забитым дублем. По итогу сезона футболист был одним из тех игроков, кто отыграл в каждом матче Высшей Лиги.
В январе 2023 года футболист продлил контракт с жодинским «Торпедо-БелАЗ». Стал обладателем Кубка Беларуси, где в финале 28 мая 2023 года одержал победу над борисовским БАТЭ. В январе 2024 года футболист покинул жодинский клуб по окончании срока действия контракта.
В феврале 2024 года футболист присоединился к тульскому «Арсеналу».
15 января 2025 года вернулся в Беларусь и перешёл в «Динамо (Минск)».

### В сборной
С 2012 года выступал за юношеские сборные Беларуси, а 11 ноября 2016 года дебютировал в молодёжной сборной Беларуси в товарищеском матче со сборной Украины, выйдя на замену во втором тайме.
13 октября 2019 года дебютировал в основной национальной сборной Беларуси в отборочном матче чемпионата Европы против Нидерландов, выйдя на замену в конце встречи.
| № | Дата            | Оппонент   | Счёт | Голы | Пасы | Карточки | Минуты | Соревнование             |
| - | --------------- | ---------- | ---- | ---- | ---- | -------- | ------ | ------------------------ |
| 1 | 13 октября 2019 | Нидерланды | 1:2  | —    | —    | —        | 7'     | Отбор ЧЕ-2020 (группа C) |
| 2 | 26 февраля 2020 | Болгария   | 1:0  | —    | —    | —        | 18'    | Товарищеский матч        |

Итого: сыграно матчей: 2 / забито голов: 0; победы: 1, ничьи: 0, поражения: 1.

## Статистика
| Сезон    | Дивизион | Клуб           | Страна   | Матчей | Голов |
| -------- | -------- | -------------- | -------- | ------ | ----- |
| 2013     | дубль    | Минск          | Беларусь | 24     | 3     |
| 2014     | Д1       | Минск          | Беларусь | 6      | 0     |
| 2015     | Д1       | Минск          | Беларусь | 5      | 0     |
| 2016     | Д1       | Минск          | Беларусь | 17     | 3     |
| 2017     | Д1       | Минск          | Беларусь | 19     | 0     |
| 2018     | Д1       | Минск          | Беларусь | 30     | 5     |
| 2019     | Д1       | Минск          | Беларусь | 29     | 4     |
| 2020 (1) | Д1       | Динамо (Брест) | Беларусь | 7      | 0     |
| 2020 (2) | Д1       | → Рух (Брест)  | Беларусь | 15     | 5     |
| 2021     | Д1       | Рух (Брест)    | Беларусь | 26     | 3     |

## Достижения
«Динамо-Брест»
- Обладатель Суперкубка Беларуси: 2020

«Торпедо-БелАЗ»
- Обладатель Кубка Беларуси: 2022/23

«Динамо» Минск
- Обладатель Суперкубка Беларуси: 2025